# Harold Bratt
Harold Bratt (født 8. oktober 1939 i Salford, Lancashire, død 8. oktober 2018) var en engelsk fodboldspiller. Han spillede i sin karriere som forsvar. Han spillede for Manchester United F.C. og Doncaster Rovers F.C..